# Arthur Woolf

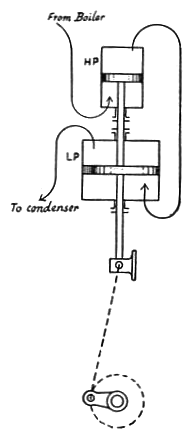

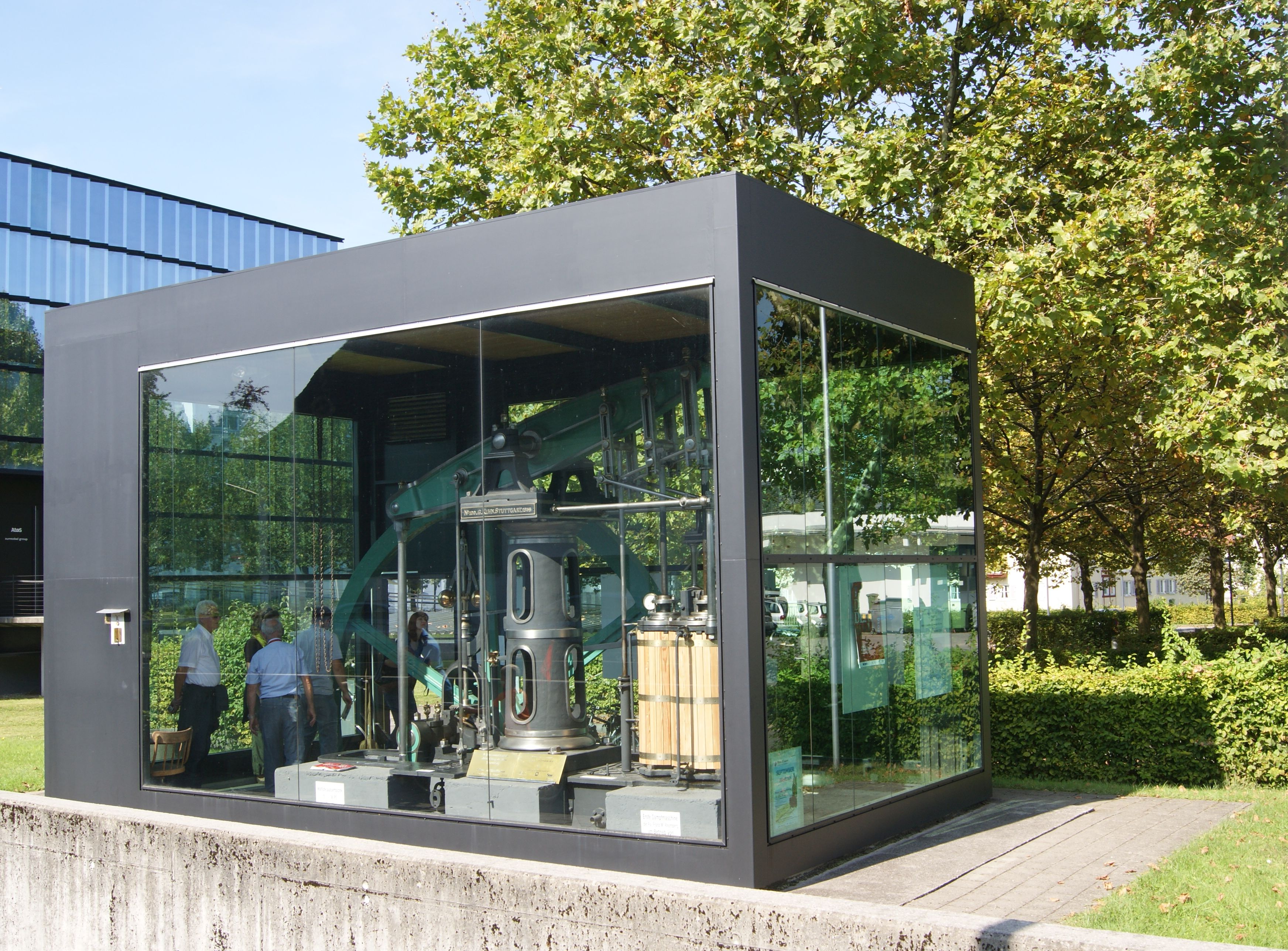
Woolfsche Balanciermaschine, Dampfmaschine Kuhn No. 100.

Arthur Woolf (* 1766 in Camborne, Cornwall; † 26. Oktober 1837 auf Guernsey) war ein Ingenieur aus Cornwall. Bekannt wurde er als Erfinder einer Hochdruck-Verbund-Dampfmaschine (Woolf compound steam engines), die auch Woolfsche Balanciermaschine oder auch Balancier-Dampfmaschine genannt wird. Ebenso für seinen Beitrag zur Entwicklung und Vervollkommnung von Hochdruck-Pumpmaschinen (Balancier-Pumpen), wodurch wegen der Verbesserung der Wasserhaltung größere Abbautiefen im Bergbau möglich wurden (siehe auch Richard Trevithick).
Woolf verließ Cornwall 1785 um bei Joseph Bramah in London zu arbeiten. Er arbeitete dort und bei anderen Unternehmen als Ingenieur und Maschinenbauer.
1803 erhielt Woolf ein Patent auf einen verbesserten Hochdruckdampfkessel und 1804 auf die zweizylindrige Verbunddampfmaschine (engl.: Compound engine).
1811 kehrte er nach Cornwall zurück. Michael Loam, Erfinder eines Personen-Bergwerkaufzuges (Man engine) wurde von ihm ausgebildet. Woolf war Chefingenieur in der Gießerei und Maschinenfabrik in Hayle (Harvey & Co).